# Miriam Makeba
Miriam Makeba, bijgenaamd Mama Africa (Prospect Township bij Johannesburg, 4 maart 1932 – Castel Volturno, Italië, 9/10 november 2008), was een Zuid-Afrikaans zangeres en anti-apartheidsactiviste. Zij was een van de eersten die Afrikaanse muziek introduceerden bij een westers publiek. Haar grootste hit was het nummer Pata pata (1967). Met haar roem bereidde ze de weg voor Afrikaanse artiesten als Fela Kuti, King Sunny Adé, Youssou N'Dour en Salif Keita. Makeba was een actief tegenstandster van de Zuid-Afrikaanse apartheidspolitiek en leefde, nadat de Zuid-Afrikaanse regering haar een inreisvisum weigerde, dertig jaar in ballingschap.

## Levensloop
Op twintigjarige leeftijd werd ze al een nationale bekendheid in Zuid-Afrika als zangeres van de Manhattan Brothers. In de jaren 50 brak Makeba door als zangeres met een Zuid-Afrikaanse variant van jazz. In 1959 ging in Johannesburg de zwarte jazz-opera King Kong in première. Naast Makeba werkten onder anderen de trompettist Hugh Masekela, met wie ze later trouwde, en Letta Mbulu aan deze voorstelling mee. Daarna ging King Kong op tournee door Europa. In datzelfde jaar was Makeba ook te zien In de documentaire Come back, Afrika (1959) van de Amerikaan Lionel Rogosin (1924-2000). Deze film vormde een aanklacht tegen het Zuid-Afrikaanse apartheidsbeleid. Deze optredens betekenden voor Makeba een doorbraak in Europa en de Verenigde Staten.
Toen ze in 1960 naar Zuid-Afrika terug wilde keren voor de begrafenis van haar moeder weigerde de Zuid-Afrikaanse regering haar een inreisvisum. Later werd ook haar staatsburgerschap ingetrokken. Begin jaren zestig ging Makeba in de Verenigde Staten wonen. Haar politiek activisme bracht haar in 1963 bij de Verenigde Naties, waar zij opriep tot een internationale boycot van Zuid-Afrika. Hierna werden haar platen verboden in Zuid-Afrika.
In de Verenigde Staten werd ze ontdekt door zanger en mensenrechtenactivist Harry Belafonte. Met hem nam ze in de jaren zestig enkele albums op in een mengeling van traditionele stijlen, voordat wereldmuziek een begrip werd. Met An Evening With Belafonte/Makeba won Makeba in 1966 als eerste Afrikaanse vrouw, een Grammy Award. Een jaar later scoorde ze een wereldwijde hit met het nummer Pata pata, gezongen in Xhosa, een taal met kenmerkende klik- en plofklanken.
Makeba trad vijf keer in het huwelijk, de eerste keer op 17-jarige leeftijd. Op 22 december 1950 kreeg zij haar eerste en enige kind, dochter Bongi. Bongi is na de bevalling van een dochter gestorven in het kraambed. Andere echtgenoten waren zanger Sonny Pillay, met wie zij in 1959 zowel trouwde als scheidde, en trompettist Hugh Masekela (1964-1966). Met Black Power-activist Stokely Carmichael was Makeba van 1968 tot 1978 getrouwd. Dit huwelijk leidde tot controverse in de Verenigde Staten. Grote platenmaatschappijen als RCA en Reprise zegden hun platencontracten op. Geplande concerten werden geschrapt. Het paar verhuisde naar Guinee. Nadat het huwelijk was ontbonden bleef Makeba in Guinee, waar ze trouwde met Bageot Bah, die voor een Belgische luchtvaartmaatschappij werkte. Ook in Guinee bleef Makeba zich uitspreken tegen het apartheidsregime van Zuid-Afrika. Tijdens deze periode werd ze ook afgevaardigde van Guinee bij de Verenigde Naties.
In 1985 verhuisde ze naar Brussel. In 1987 deed Makeba mee aan de Graceland-tour van Paul Simon. Twee jaar later mochten haar platen weer verkocht worden in Zuid-Afrika. In december 1990 keerde zij, na dertig jaar ballingschap, op uitnodiging van Nelson Mandela, die toen net was vrijgelaten uit zijn gevangenschap, terug naar haar geboorteland Zuid-Afrika.
In 2005 maakte ze een tournee om haar carrière af te sluiten. Op 24 mei 2008 nam ze tijdens een optreden op The Hague Jazz afscheid van haar Nederlandse fans. Op 7 november 2008 trad ze nog op in het Amsterdamse Paradiso. Nog geen drie dagen later overleed Miriam Makeba op 76-jarige leeftijd aan een hartaanval, na afloop van een antimaffiaconcert in Castel Volturno ter ondersteuning van de met de dood bedreigde antimaffiaschrijver Roberto Saviano.
Behalve prijzen voor haar muziek kreeg Makeba voor haar strijd tegen ongelijkheid de Dag Hammerskjøld Peace Prize en de Otto Hahn Peace Medal.
In Gent werd het plein waaraan de stadsbibliotheek De Krook ligt, naar Miriam Makeba genoemd.

## Discografie

### Albums
| Album met eventuele hitnotering(en) in de Nederlandse Album Top 100 | Datum van verschijnen | Datum van binnenkomst | Hoogste positie | Aantal weken | Opmerkingen         |
| ------------------------------------------------------------------- | --------------------- | --------------------- | --------------- | ------------ | ------------------- |
| The many voices of Miriam Makeba                                    | 1960                  | -                     |                 |              |                     |
| Miriam Makeba                                                       | 1960                  | -                     |                 |              |                     |
| The world of Miriam Makeba                                          | 1962                  | -                     |                 |              |                     |
| The voice of Africa                                                 | 1964                  | -                     |                 |              |                     |
| Makeba sings!                                                       | 1965                  | -                     |                 |              |                     |
| An evening with Belafonte/Makeba                                    | 1965                  | -                     |                 |              | met Harry Belafonte |
| The magic of Makeba                                                 | 1965                  | -                     |                 |              |                     |
| The magnificent Miriam Makeba                                       | 1966                  | -                     |                 |              |                     |
| All about Makeba                                                    | 1966                  | -                     |                 |              |                     |
| Miriam Makeba in concert!                                           | 1967                  | -                     |                 |              | Livealbum           |
| Pata pata                                                           | 1967                  | -                     |                 |              |                     |
| Makeba!                                                             | 1968                  | -                     |                 |              |                     |
| Live in Tokyo                                                       | 1968                  | -                     |                 |              | Livealbum           |
| Keep me in mind                                                     | 1970                  | -                     |                 |              |                     |
| The promise                                                         | 1974                  | -                     |                 |              |                     |
| Live in Conakry: Appel a l'Afrique                                  | 1974                  | -                     |                 |              | Livealbum           |
| Miriam Makeba & Bongi                                               | 1975                  | -                     |                 |              | met Bongi Makeba    |
| Enregistrement public au Theatre des Champs-Elysées                 | 1977                  | -                     |                 |              | Livealbum           |
| Country girl                                                        | 1978                  | -                     |                 |              |                     |
| Comme une symphonie d'amour                                         | 1979                  | -                     |                 |              |                     |
| The queen of African music - 17 Great songs                         | 1987                  | -                     |                 |              | Verzamelalbum       |
| Sangoma                                                             | 1988                  | -                     |                 |              |                     |
| Welela                                                              | 1989                  | -                     |                 |              |                     |
| Eyes on tomorrow                                                    | 1991                  | -                     |                 |              |                     |
| Africa 1960-65 recordings                                           | 1991                  | -                     |                 |              | Verzamelalbum       |
| Eyes on tomorrow                                                    | 1991                  | -                     |                 |              | Verzamelalbum       |
| Sing me a song                                                      | 1993                  | -                     |                 |              |                     |
| Pata Pata: Live in Paris                                            | 1998                  | -                     |                 |              | Livealbum           |
| The best of Miriam Makeba & The Skylarks: 1956 - 1959 recordings    | 1998                  | -                     |                 |              | Verzamelalbum       |
| Homeland                                                            | 2000                  | -                     |                 |              |                     |
| Mama Africa: The very best of Miriam Makeba                         | 2000                  | -                     |                 |              | Verzamelalbum       |
| The Guinea years                                                    | 2001                  | -                     |                 |              | Verzamelalbum       |
| The definitive collection                                           | 2002                  | -                     |                 |              | Verzamelalbum       |
| Live at Berns Salonger, Stockholm, Sweden, 1966                     | 2003                  | -                     |                 |              | Livealbum           |
| The best of the early years                                         | 2003                  | -                     |                 |              | Verzamelalbum       |
| Reflections                                                         | 2004                  | -                     |                 |              |                     |
| Makeba forever                                                      | 2006                  | -                     |                 |              |                     |

### Singles
| Single met eventuele hitnotering(en) in de Nederlandse Top 40 | Datum van verschijnen | Datum van binnenkomst | Hoogste positie | Aantal weken | Opmerkingen                                    |
| ------------------------------------------------------------- | --------------------- | --------------------- | --------------- | ------------ | ---------------------------------------------- |
| Pata pata                                                     | 1967                  | 25-11-1967            | 11              | 11           | Nr. 7 in de Single Top 100                     |
| Hi-a ma (Pata pata)                                           | 11-07-2011            | -                     |                 |              | met Milk & Sugar / Nr. 89 in de Single Top 100 |

| Single met hitnotering(en) in de Vlaamse Ultratop 50 | Datum van verschijnen | Datum van binnenkomst | Hoogste positie | Aantal weken | Opmerkingen      |
| ---------------------------------------------------- | --------------------- | --------------------- | --------------- | ------------ | ---------------- |
| Hi-a ma (Pata pata)                                  | 2011                  | 23-07-2011            | tip16           | -            | met Milk & Sugar |

### NPO Radio 2 Top 2000
| Nummer met noteringen in de NPO Radio 2 Top 2000 | '05  | '06  | '07-'11 | '12  | '13  |
| ------------------------------------------------ | ---- | ---- | ------- | ---- | ---- |
| Pata Pata                                        | 1929 | 1965 | -       | 1971 | 1491 |

1. ↑  Een '-' betekent dat het nummer niet was genoteerd en een vetgedrukt getal geeft de hoogste notering aan.
2. ↑  2005 was het eerste jaar met een notering voor dit nummer.
3. ↑  Deze tabel is bijgewerkt tot en met de laatste editie (2024).